# Phare du port de l'île Beaver
Le phare du port de l'île Beaver (en anglais : Beaver Island Harbor Light), est un phare du lac Michigan, situé à St. James (en) sur l'île Beaver dans le Comté de Charlevoix, Michigan. Il se trouve sur le terrain de la station de la garde côtière qui était autrefois une station de sauvetage.

## Historique
Le phare porte aussi le nom de phare de St. James ou phare de Whiskey Point. Il a été érigé à l'extrémité nord de l'île. Whiskey Point a été initialement nommé pour le poste de traite des fourrures de 1838 qui fonctionnait sur cette pointe, et pour la marchandise qui était le principal article de vente du poste. Peu de temps après, dans les années 1850, le port de St. James est devenu un refuge sûr lors des tempêtes, événement assez courant sur le lac Michigan. Le phare d'origine a été construit en 1856, et l'actuel en 1870.
Le port est toujours utilisé par le traversier de l'île Beaver, de sorte que le feu reste une aide active à la navigation. Le phare est devenu la propriété du canton de St. James et a subi une restauration. La tour est ouverte occasionnellement à la visite en saison.

## Description
Le phare est une tour cylindrique en brique, avec galerie et lanterne de 12 m de haut. La tour est peinte en blanc et la lanterne est noire.
Son feu isophase émet, à une hauteur focale de 13 m, un lumière rouge de 3 secondes par période de 6 secondes. Sa portée est de 10 milles nautiques (environ 19 km)

## Caractéristiques dufeu maritime
Fréquence : 6 secondes (R)
- Lumière : 3 secondes
- Obscurité : 3 secondes

Identifiant : ARLHS : USA-047 ; USCG : 7-17845.

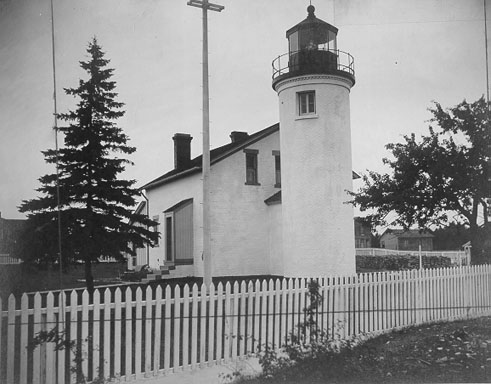
Le phare (photo USCG)
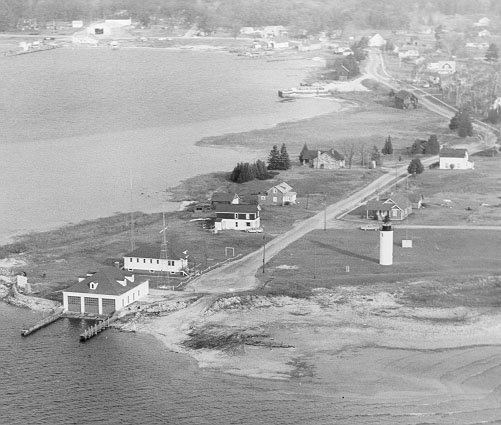
La station

### Lien connexe
- Liste des phares au Michigan